# Anschelika Igorewna Timanina
Anschelika Igorewna Timanina (russisch Анжелика Игоревна Тиманина, * 26. April 1989 in Swerdlowsk) ist eine russische Synchronschwimmerin. 
Sie gewann bei den Olympischen Spielen 2012 mit dem russischen Team die Goldmedaille in der Teamwertung. 2009, 2011, 2013 und 2015 als Mitglied des russischen Teams siegte Timanina bei der Weltmeisterschaft; 2010 war Timanina mit dem russischen Team Europameisterin.